# Љубиша Смиљанић
Љубиша Смиљанић (Љубиш, 1890—Пожега, 1969), био је земљорадник, учесник Балканских ратова и Првог светског рата и носилац Карађорђеве звезде са мачевима. 
Рођен је 14. новембра 1890. године у Љубишу, у породици земљорадника осредљег имовног стања Радојице и Марије, који су имали могућности да сину обезбеде основно образовање. До почетка ослободилачких ратова 1912—1918. живео је са родитељима и бавио се земљорадњом. У ратовима је показао је изразиту храброст, па је по препоруци старешина и избору Војводе Вука постао комита у Добровољачком одреду. Прошао је кроз кајмакчалански пакао, Црне чуке, Груниште, да би на положају Сива стена био тешко рањен. Поред највишег ратног одликовања Љубиша је носилац и два Ордена за храброст Милош Обилић и Албанске споменице.
После повратка из рата оженио се Милицом Смиљанић са којом је имао десеторо деце. У јесен 1943. године бугарске окупационе власти су дознале за Љубишину ратну прошлост, насилно су га одвели и дивљачки тукли до бесвести. Такво измрцваљеног и претученог, окућани су га усппели да пронађу и спасу му живот.
Живео је у Љубишу до 1945. године, када се одселио у Пожегу, где је до 1969. године живео. 